# Alfred Oberländer (Sänger)
Alfred Oberländer (26. Dezember 1857 in Náchod – 22. April 1906 in Berlin-Charlottenburg) war ein österreichischer Opernsänger (Tenor).

## Leben
Der Sohn eines Kaufmanns absolvierte die technischen Studien und trat als Beamter in den Dienst der österreichischen Nordwestbahn. Von dort kam er zur Kronprinz Rudolf-Bahn. Als Mitglied des Eisenbahngesangvereins lenkte er die Aufmerksamkeit von Musikern auf sich; besonders war es die Kammersängerin Marie Wilt, die ihn in einem Konzert des erwähnten Vereins hörte und ihn ermunterte, seine Stimme fachmännisch bilden zu lassen.
Er wurde Schüler des Konservatoriums, studierte besonders bei Josef Gänsbacher und machte solche Fortschritte, dass ihm sogar ein Antrag von der Direktion des Hofoperntheaters in Wien zukam. Oberländer zog es jedoch vor, nachdem er seine Ausbildung beendet hatte, es zuerst an einem kleineren Theater zu versuchen, wo ihm auch mehr Gelegenheit geboten war, sein Repertoire zu vergrößern und sich praktisch zu betätigen.
Im März 1881 betrat er als „Faust“ am Landestheater in Linz die Bühne. Er gefiel und wurde sofort als erster Tenor engagiert. Nach nahezu einjähriger Tätigkeit gastierte er im Herbst 1883 in der Krolloper in Berlin; von diesem Gastspiel datiert eigentlich sein Ruf. Von allen Seiten kamen in der Folge vorteilhafte Engagementsanträge.
Der Künstler entschied sich für Karlsruhe, er wirkte daselbst bis 1895 und wurde als Wagnerinterpret gefeiert und zum badischen Kammersänger ernannt. 1884 gastierte er am Royal Opera House Covent Garden, London.
Ab 1895 nahm er kein festes Engagement mehr an, sondern erschien nur noch als Gast auf fast allen deutschen Theatern.
Isa von Bernus war seine zweite Tochter.